# Artéria intercostal suprema
A artéria intercostal suprema é um ramo do tronco costocervical.